# 明朝开国战争
明朝开国战争，是明朝对元朝殘餘勢力（云南的把匝剌瓦尔密和辽东的纳哈出）及周围地方割据势力的战争。除漠北草原和西藏等地外，大致繼承了元朝領土。

## 过程

### 江南割據政權
元朝末年爆发了以红巾军为主的民變。而朱元璋趁势崛起于江淮地区，到了元至正二十七年（1367年），朱元璋相继攻灭在江南称汉帝的陈友谅和在东南沿海的吴王张士诚，又消灭盘踞在浙东的方国珍。。

### 北伐中原和出兵西北
元至正二十七年（1367年）十月，朱元璋命徐达、常遇春率军北伐，明洪武元年（1368年）八月，徐达、常遇春率领明军攻入元大都，改大都为北平，随即移师西向，陆续攻取山西、陕西、甘肃等地。
洪武二年（1369年）六月，因元朝残余势力不断在北部边疆骚扰，朱元璋又命常遇春率军北伐，攻克元上都开平，常遇春因病卒于军中。第二年，朱元璋命徐达、李文忠再分道出征沙漠，攻克应昌。暂时稳定了北方形势。

### 征伐福建和湖广
早在明朝建立之前，朱元璋就命汤和和廖永忠消灭在浙江盘踞的方国珍势力，后率军攻入福建境内，在洪武元年（1368年）正月攻入延平（今南平），福建地方势力皆降。同年二月朱元璋命廖永忠和朱亮祖从福建海道进攻广东，与先遣由湖南征广西的杨璟和江西赣州卫指挥使陆仲亨部互为犄角，进军两广。同年三月，杨璟攻克全州（今属广西）、武冈（今属湖南）等地。同年四月，廖永忠率部抵广州，元广东行省左丞何真势穷出降。诸路明军进入广西，一直到同年七月，相继攻取未下州县，江南全部统一。

### 平定西南
洪武四年（1371年）朱元璋派傅友德、汤和率军攻入四川，消灭明升的割据势力。洪武十四年（1381年）傅友德、蓝玉、沐英有率领明军攻入云南，灭故元梁王把匝剌瓦尔密。第二年乘胜进军，攻克大理，云南平定。

### 招抚藏区
明朝建立后的第二年，朱元璋就派人到青藏高原地区，要求藏区各地僧俗和首领上缴元朝时期所赐的旧印，由明朝重新任命并颁发新印，并对他们加以安抚，并巩固他们在地方的地位。然而明朝的势力仅位于青海，并未达到藏区腹地。衛藏等地早在元朝灭亡前就已被帕木竹巴王朝所统治。据明朝史料记载称，洪武五年（1372年）元朝最后一位摄帝师（即代理帝师）喃加巴藏卜首先宣布归顺明朝，明朝中央政府封他为炽盛佛宝国师，并赐玉印一颗。喃加巴藏卜先后向明朝推荐了元朝时期在卫藏地区的旧官员一百多名，明朝中央政府都分别授给他们各级官职。此人在西藏史料中没有记载。
随后，西藏各地僧俗地方势力，到明朝首都南京，请求其册封，明朝对归顺的僧俗一律授以新的官职。对于西藏宗教，明朝采取尊崇扶植，对各教派一视同仁的「多封众建」政策。就是对据有一定威信的佛教各派领袖人物都赐加封号。明朝中央政府一共敕封过三大法王和五个王，中華人民共和國历史学家称「明封八王」。
明朝在甘、青、川、滇等区建立各级土司，共设置都指挥使司二、指挥使司一、宣慰使司三、招讨司六、万户府四、千户所十七，各设官抚治。同时还建立了朝贡制度。国际藏学家普遍认为明朝与西藏仅限于朝贡关系，明朝也将西藏列为朝贡国。

### 攻克辽东
洪武二十年（1387年），朱元璋命冯胜、傅友德、蓝玉进攻辽东，迫降故元太尉纳哈出。至此，除了漠北沙漠和西域等地外，全国已经基本为明朝控制。洪武二十一年（1388年），蓝玉在捕鱼儿海击败北元后主脱古思帖木儿。同年，脱古思帖木儿被杀，其余部降明朝。北元灭亡后，蒙古已經成為了「邊患」，而不再是前一個中原王朝的殘餘勢力。

## 重要战役
- 徐达北伐 1367年-1369年
- 明攻闽广之战 1368年
- 明平四川之战 1371年
- 明平云南之战 1381年-1382年
- 明平辽东之战 1387年

## 评价
明朝开国战争从公元1367年到1387年，经20多年的战争，大致繼承了元朝領土。朱元璋针对元朝势力受到削弱，而其他作战对象也是各据一方，采取各个击破，显示了朱元璋本人的用兵才能和驾驭将帅的能力。